# 2025 en Norvège
Chronologie de la Norvège
- 2021
- 2022
- 2023
- 2024
- 2025
- 2026
- 2027
- 2028
- 2029

Cet article présente les faits marquants et prévus de l'année 2025 en Norvège.

## En exercice
- Monarque - Harald V
- Premier ministre - Jonas Gahr Støre

## Évènements
- 30 mars : échec du premier lancement de la fusée Spectrum depuis la base de lancement d'Andøya[1].

### A venir
- 8 septembre : Élections parlementaires[2]

## Sports
- 14 janvier - 2 février : Le stade Unity Arena de Bærum accueille une partie des matchs du championnat du monde masculin de handball[3].

## Décès
- 21 janvier : Håkon Bleken, peintre